# ロケットスニーカー/One×Time
「ロケットスニーカー/One×Time」（-ワン・タイム）は、大塚愛の17枚目のシングルである。2008年5月21日にエイベックスよりリリースされた。

## 概要
- 前作『ポケット』より半年振りにリリースされた、2008年第1弾シングル。両A面シングルとしては、3作目、前作の「PEACH/HEART」以来10か月ぶりとなる。前作と同様、初回特典のない作品である。
- カップリングの「空とくじら」は新曲だが、インストがない。
- 2009年に発売されたベストアルバム『LOVE is BEST』にはRIP SLYMEのSUとのコラボレーションとして「One×time」がアレンジされて「aisu×time」として収録されている。またこのシングルは両A面だが、「One×time」のPVはなく、2016年現在、彼女のシングル表題曲の中でPVが存在しない唯一の楽曲となっている。

## 収録曲
（全作詞・作曲：愛／編曲：愛×Ikoman、#2&5弦編曲：弦一徹）

### CD
1. ロケットスニーカー
  - 関西テレビ「さんまのまんま」エンディングテーマ
  - エムティーアイ「music.jp」CMソング
  - 秋田朝日放送「サタナビっ!」オープニング&エンディングテーマ（2013年4月6日 - 2018年1月13日）
2. One×Time
  - ユニリーバ「ポンズ ポアホワイト」CMソング（本人出演）
3. 空とくじら
4. ロケットスニーカー（Instrumental）
5. One×Time（Instrumental）

### DVD
1. ロケットスニーカー（Music Clip）

## 収録アルバム
- LOVE LETTER（#1,#2）